# قضیه پارسوال
در ریاضیات، قضیه پارسوال (به انگلیسی: Parseval's theorem) معمولاً به این نتیجه اشاره دارد که تبدیل فوریه یکانی (unitary) است؛ به‌طور کلی، مجموع (یا انتگرال) مربع یک تابع برابر است با مجموع (یا انتگرال) مربع تبدیل آن. این اصل از قضیه‌ای در سال ۱۷۹۹ در مورد سری‌ها توسط مارک-آنتوان پارسوال سرچشمه می‌گیرد که بعداً در مورد سری فوریه اعمال شد. همچنین به عنوان قضیهٔ انرژیِ ریلی (به انگلیسی: Rayleigh's energy theorem) یا اتحاد ریلی (به انگلیسی: Rayleigh's identity,)، به افتخار جان ویلیام استرات، لرد ریلی، شناخته می‌شود.
اگرچه اصطلاح «قضیه پارسوال» اغلب برای توصیف یکانی بودن هر تبدیل فوریه، به ویژه در فیزیک، استفاده می‌شود، اما عمومی‌ترین شکل این ویژگی، به‌طور صحیح‌تر، قضیه پلانچرل نامیده می‌شود.

## بیان قضیه پارسوال
فرض کنید که {\displaystyle A(x)} و {\displaystyle B(x)} دو تابع با مقدار مختلط هستند که روی {\displaystyle \mathbb {R} } از دوره‌تناوب {\displaystyle 2\pi } که (نسبت به اندازه لبگ) روی بازه‌هایی با طول دوره‌تناوب، با سری فوریه، انتگرال‌پذیر مربعی هستند
{\displaystyle A(x)=\sum _{n=-\infty }^{\infty }a_{n}e^{inx}}
و
{\displaystyle B(x)=\sum _{n=-\infty }^{\infty }b_{n}e^{inx}}

به ترتیب. سپس

| {\displaystyle \sum _{n=-\infty }^{\infty }a_{n}{\overline {b_{n}}}={\frac {1}{2\pi }}\int _{-\pi }^{\pi }A(x){\overline {B(x)}}\,\mathrm {d} x,} | \| \| \| \| \| \| \| \| | (Eq.1) |
| |                         |        |
| |                         |        |
که اینجا {\displaystyle i} یکه موهومی است و خط افقی (بار) نشان دهنده مزدوج مختلط هستند. اثبات. جایگذاری {\displaystyle A(x)} و {\displaystyle {\overline {B(x)}}} در انتگرال:
{\displaystyle {\begin{aligned}{\frac {1}{2\pi }}\int _{-\pi }^{\pi }{\biggl (}\sum _{n=-\infty }^{\infty }a_{n}e^{inx}{\biggr )}{\biggl (}\sum _{n=-\infty }^{\infty }{\overline {b_{n}}}e^{-inx}{\biggr )}\,\mathrm {d} x&={\frac {1}{2\pi }}\int _{-\pi }^{\pi }{\Bigl (}a_{1}e^{i1x}+a_{2}e^{i2x}+\cdots {\Bigr )}{\Bigl (}{\overline {b_{1}}}e^{-i1x}+{\overline {b_{2}}}e^{-i2x}+\cdots {\Bigr )}\,\mathrm {d} x\\[6pt]&={\frac {1}{2\pi }}\int _{-\pi }^{\pi }\left(a_{1}e^{i1x}{\overline {b_{1}}}e^{-i1x}+a_{1}e^{i1x}{\overline {b_{2}}}e^{-i2x}+a_{2}e^{i2x}{\overline {b_{1}}}e^{-i1x}+a_{2}e^{i2x}{\overline {b_{2}}}e^{-i2x}+\cdots \right)\mathrm {d} x\\[6pt]&={\frac {1}{2\pi }}\int _{-\pi }^{\pi }\left(a_{1}{\overline {b_{1}}}+a_{1}{\overline {b_{2}}}e^{-ix}+a_{2}{\overline {b_{1}}}e^{ix}+a_{2}{\overline {b_{2}}}+\cdots \right)\mathrm {d} x\end{aligned}}}
همان‌طور که در مورد جملات میانی در این مثال صادق است، بسیاری از جملات انتگرال {\displaystyle 0} می‌شوند در طول یک دوره‌تناوب کامل {\displaystyle 2\pi } (به هارمونیک‌ها مراجعه کنید):
{\displaystyle {\begin{aligned}{\frac {1}{2\pi }}\left[a_{1}{\overline {b_{1}}}x+ia_{1}{\overline {b_{2}}}e^{-ix}-ia_{2}{\overline {b_{1}}}e^{ix}+a_{2}{\overline {b_{2}}}x+\cdots \right]_{-\pi }^{+\pi }&={\frac {1}{2\pi }}\left(2\pi a_{1}{\overline {b_{1}}}+0+0+2\pi a_{2}{\overline {b_{2}}}+\cdots \right)\\[6pt]&=a_{1}{\overline {b_{1}}}+a_{2}{\overline {b_{2}}}+\cdots \\[6pt]&=\sum _{n=-\infty }^{\infty }a_{n}{\overline {b_{n}}}\,.\end{aligned}}}
به‌طور کلی تر، اگر {\displaystyle A(x)} و {\displaystyle B(x)} در عوض، دو تابع با مقدار مختلط روی {\displaystyle \mathbb {R} }  از دوره‌تناوب {\displaystyle P} هستند. که (نسبت به اندازه لبگ) روی بازه‌هایی با طول دوره، با سری فوریه، انتگرال‌پذیر مربعی هستند
{\displaystyle A(x)=\sum _{n=-\infty }^{\infty }a_{n}e^{2\pi ni\left({\frac {x}{P}}\right)}}
و
{\displaystyle B(x)=\sum _{n=-\infty }^{\infty }b_{n}e^{2\pi ni\left({\frac {x}{P}}\right)}}

به ترتیب. سپس

| {\displaystyle \sum _{n=-\infty }^{\infty }a_{n}{\overline {b_{n}}}={\frac {1}{P}}\int _{-P/2}^{P/2}A(x){\overline {B(x)}}\,\mathrm {d} x,} | \| \| \| \| \| \| \| \| | (Eq.2) |
| |                         |        |
| |                         |        |
حتی به‌طور کلی‌تر، با توجه به یک گروه آبلیِ موضعا فشرده G با دوگان پونتریچین ^G، قضیه پارسوال می‌گوید که تبدیل پونتریچین-فوریه یک عملگر یکانی بین فضاهای هیلبرت L2(G) و L2(G^) است (با انتگرال‌گیری در برابر اندازه‌های هآر با مقیاس مناسب روی دو گروه). وقتی G دایره واحد T باشد، ^G اعداد صحیح هستند و این موردی است که در بالا مورد بحث قرار گرفت. وقتی G خط حقیقی باشد {\displaystyle \mathbb {R} } ، ^G نیز {\displaystyle \mathbb {R} } هست و تبدیل یکانی، تبدیل فوریه روی خط حقیقی است. وقتی G گروه دوره‌ای Zn باشد، دوباره خود-دوگان است و تبدیل پونتریچین-فوریه همان چیزی است که در زمینه‌های کاربردی تبدیل فوریه گسسته نامیده می‌شود.
قضیه پارسوال را می‌توان به صورت زیر نیز بیان کرد:
فرض کنید {\displaystyle f(x)} یک تابع انتگرال‌پذیر مربعی روی {\displaystyle [-\pi ,\pi ]} (یعنی، {\displaystyle f(x)} و {\displaystyle f^{2}(x)} در آن بازه انتگرال‌پذیر هستند)، با سری فوریه
{\displaystyle f(x)\simeq {\tfrac {1}{2}}a_{0}+\sum _{n=1}^{\infty }{\bigl (}a_{n}\cos(nx)+b_{n}\sin(nx){\bigr )}.}
سپس
{\displaystyle {\frac {1}{\pi }}\int _{-\pi }^{\pi }f^{2}(x)\,\mathrm {d} x={\tfrac {1}{2}}a_{0}^{2}+\sum _{n=1}^{\infty }\left(a_{n}^{2}+b_{n}^{2}\right).}

## نمادهای مورد استفاده در مهندسی
در مهندسی برق، قضیه پارسوال اغلب به صورت زیر نوشته می‌شود:
{\displaystyle \int _{-\infty }^{\infty }{\bigl |}x(t){\bigr |}^{2}\,\mathrm {d} t={\frac {1}{2\pi }}\int _{-\infty }^{\infty }{\bigl |}X(\omega ){\bigr |}^{2}\,\mathrm {d} \omega =\int _{-\infty }^{\infty }{\bigl |}X(2\pi f){\bigr |}^{2}\,\mathrm {d} f}
که در ینجا {\displaystyle X(\omega )={\mathcal {F}}_{\omega }\{x(t)\}} تبدیل فوریه پیوسته (به شکل نا-یکانی) را نشان می‌دهد. {\displaystyle x(t)} ، و {\displaystyle \omega =2\pi f} فرکانس برحسب رادیان بر ثانیه است.
تفسیر این شکل از قضیه این است که انرژی کل یک سیگنال را می‌توان با جمع توان به ازای هر نمونه در طول زمان یا توان طیفی در طول فرکانس محاسبه کرد.
برای سیگنال‌های گسسته در زمان، قضیه به صورت زیر در می‌آید:
{\displaystyle \sum _{n=-\infty }^{\infty }{\bigl |}x[n]{\bigr |}^{2}={\frac {1}{2\pi }}\int _{-\pi }^{\pi }{\bigl |}X_{2\pi }({\phi }){\bigr |}^{2}\mathrm {d} \phi }
که در اینجا {\displaystyle X_{2\pi }} تبدیل فوریه گسسته در زمان (DTFT) است. {\displaystyle x} و {\displaystyle \phi } نشان دهنده فرکانس زاویه‌ایِ (بر حسب رادیان در هر نمونه) {\displaystyle x} است.
به‌طور جایگزین، برای تبدیل فوریه گسسته (DFT)، رابطه به صورت زیر در می‌آید:
{\displaystyle \sum _{n=0}^{N-1}{\bigl |}x[n]{\bigr |}^{2}={\frac {1}{N}}\sum _{k=0}^{N-1}{\bigl |}X[k]{\bigr |}^{2}}
که در اینجا {\displaystyle X[k]} DFT از {\displaystyle x[n]} ، هر دو به طول {\displaystyle N} .
ما حالت DFT را در زیر نشان می‌دهیم. برای حالت‌های دیگر، اثبات مشابه است. با استفاده از تعریف DFT معکوس {\displaystyle X[k]} ، می‌توانیم استنتاج کنیم
{\displaystyle {\begin{aligned}{\frac {1}{N}}\sum _{k=0}^{N-1}{\bigl |}X[k]{\bigr |}^{2}&={\frac {1}{N}}\sum _{k=0}^{N-1}X[k]\cdot X^{*}[k]={\frac {1}{N}}\sum _{k=0}^{N-1}{\Biggl (}\sum _{n=0}^{N-1}x[n]\,\exp \left(-j{\frac {2\pi }{N}}k\,n\right){\Biggr )}\,X^{*}[k]\\[5mu]&={\frac {1}{N}}\sum _{n=0}^{N-1}x[n]{\Biggl (}\sum _{k=0}^{N-1}X^{*}[k]\,\exp \left(-j{\frac {2\pi }{N}}k\,n\right){\Biggr )}={\frac {1}{N}}\sum _{n=0}^{N-1}x[n]{\bigl (}N\cdot x^{*}[n]{\bigr )}\\[5mu]&=\sum _{n=0}^{N-1}{\bigl |}x[n]{\bigr |}^{2},\end{aligned}}}
که در اینجا {\displaystyle *} نشان دهنده مزدوج مختلط است.